# Aleksej Sivakov
Aleksej Viktorovitsj Sivakov (Russisch: Алексей Викторович Сиваков) (Moskou, 7 januari 1972) is een voormalig Russisch wielrenner. Hoewel hij in zijn carrière weinig overwinningen heeft behaald, genoot hij enige bekendheid vanwege het strakke hoge tempo dat hij kon rijden.
Zijn zoon Pavel Sivakov is eveneens een professioneel wielrenner.

## Erelijst
1994
- Eindklassement Ronde van Servië

1998
- Circuito Montañés

## Resultaten in voornaamste wedstrijden
| Jaar | Ronde van Italië | Ronde van Frankrijk | Ronde van Spanje |
| ---- | ---------------- | ------------------- | ---------------- |
| 1996 | 70e              |                     |                  |
| 1997 | 47e              |                     |                  |
| 1998 |                  | 87e                 |                  |
| 1999 |                  | 93e                 |                  |
| 2000 |                  |                     |                  |
| 2001 |                  | 104e                |                  |
| 2002 |                  |                     | 126e             |

| Jaar | Milaan-San Remo | Ronde van Vlaanderen | Parijs-Roubaix | Luik-Bast.‑Luik | Parijs-Tours |  | WK op de weg |
| ---- | --------------- | -------------------- | -------------- | --------------- | ------------ |  | ------------ |
| 1996 |                 | 88e                  |                |                 |              |  |              |
| 1997 | 86e             |                      |                | 63e             | 112e         |  | 75e          |
| 1998 |                 |                      | 26e            |                 | 84e          |  |              |
| 1999 |                 |                      | 50e            | 71e             | 76e          |  |              |
| 2000 |                 |                      |                |                 | 34e          |  | 96e          |
| 2001 |                 |                      |                |                 |              |  |              |
| 2002 |                 |                      | 37e            |                 | 130e         |  |              |

Wielerploegen van Aleksej Sivakov
Bonciucov ·
Cattai ·
Chiurato ·
Davidenko ·
Dzjavanjan ·
Ferrigato ·
Fincato ·
Fondriest ·
Hontsjenkov ·
Lino ·
Manzoni · 
Oegroemov · 
Savoldelli ·
Sedoen · 
Sgnaolin · 
Sivakov · 
Soerkov · 
Zen
Cattai ·
Dzjavanjan ·
Ferrigato ·
Fincato ·
Hontsjenkov ·
Kokorine ·
Konysjev ·
Manzoni · 
Neljoebin ·
Oegroemov · 
Padrnos ·
Savoldelli ·
Schmidt ·
Sedoen · 
Sgnaolin · 
Sivakov · 
Strazzer · 
Zen